# Taj Mahal Palace

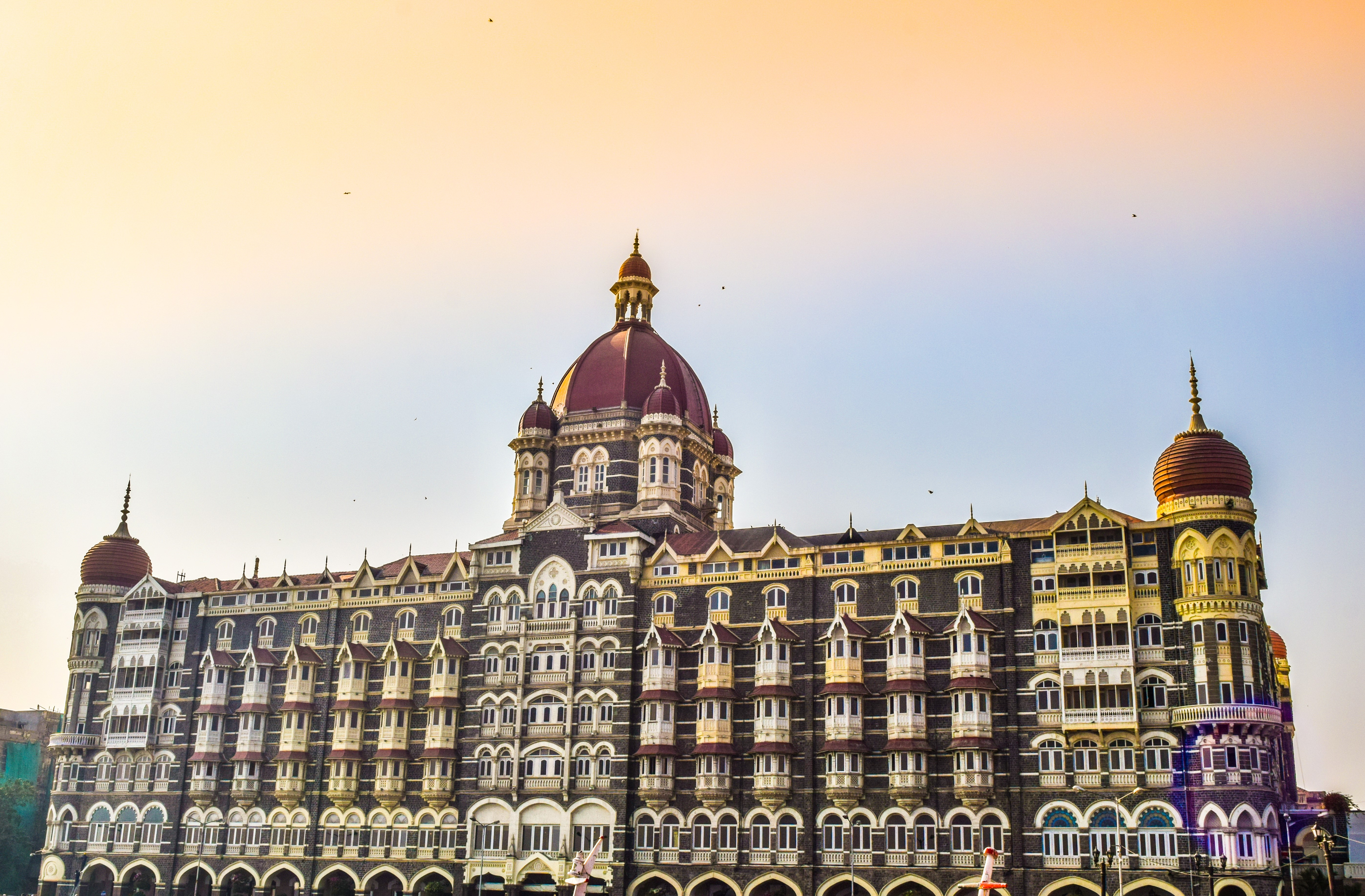

Taj Mahal Palace – pięciogwiazdkowy hotel w Mumbaju obok Bramy Indii, zbudowany w 1903 roku i rozbudowany o Tower w 1973, będący własnością Tata Group, mieszczący 500 pokoi i goszczący wielu celebrytów.

Pałac Taj Mahal został otwarty w Mumbaju, a następnie w Bombaju, w 1903 roku, dając początek pierwszemu portowi w tym kraju. Znajduje się niedaleko majestatycznej bramy Indii. Gośćmi hotelu były wybitne osobowości z całego świata oraz rody królewskie. Pałac jest położony w strategicznej lokalizacji. Znajduje się w historycznym i biznesowym centrum miasta.